# Cerodontha fulvithorax
Cerodontha fulvithorax är en tvåvingeart som beskrevs av Malloch 1934. Cerodontha fulvithorax ingår i släktet Cerodontha och familjen minerarflugor. Inga underarter finns listade i Catalogue of Life.